# 赵敏 (金庸)
趙敏，金庸武侠小说《倚天屠龙记》中的女主角之一，为蒙古人，大元第一美女，蒙古名敏敏特穆尔 (特穆爾並非姓氏，而是蒙古名字帖木兒另一寫法，多为男性用，汝陽王實際姓氏乃豁里氏)，封号为“绍敏郡主”，男主角张无忌所愛的女子。父亲為“汝阳王”察罕特穆尔，哥哥为库库特穆尔（汉名王保保）。

## 生平
赵敏是小说中“汝阳王”察罕特穆爾之女，她还未出生时，其父府上豢养的武士便曾以大力金刚指将武当七侠中排名第三的俞岱岩伤成残废。张无忌幼时也伤在她府上武士的玄冥神掌之下，几乎不治。在小说中数位女主角中她出场最晚，首次正式亮相是在第二十三回《灵芙醉客绿柳庄》。她见一批元兵淫虐欺辱妇女，命手下制止；后因此蒙古军官对己无礼，让手下箭歼五十名官兵，并与张无忌等人初见。后邀请张无忌等明教人士至绿柳庄吃酒，席间下毒，明教教众走出后尽数昏倒，只有张无忌能够抵抗。无忌回绿柳庄去取解药，与赵敏同时落入庄内陷阱，只得以九阳功擦她脚底涌泉穴进行搔痒折磨，逼她下令放他出去解了众人之毒。随后赵敏撤走将绿柳庄烧毁，但由于两人有肌肤之亲，使她对张无忌渐生爱意。
赵敏先带府上武士假扮明教把少林僧众掳走，并在佛像刻写“先灭少林，后灭武当，唯我明教，武林称王”作羞辱，后上武当山闹事，更让僧人刚相假冒少林派空相偷袭击伤了张三丰。杨逍、殷天正等赶到揭發骗局。幸得本扮作武當童子的张無忌所救，与张三丰相认，得传太极拳法與太極剑法，连败赵敏手下数名武士。鹿杖客、鹤笔翁偷袭无忌，让赵敏逃走。赵敏料到无忌要来抢解药救俞岱岩、殷梨亭，用七蟲七花膏涂抹受伤武士。无忌果然中计，帶了赵敏手下武士伤口上的药返回武當，令俞、殷二人中毒。无忌只得又去找赵敏，答应她三件事后，才获得真正的解药。
赵敏使毒计对付中原武林，用十香軟筋散将各大门派重要人物毒倒，一起囚禁在万安寺中。她让苦头陀（毁伤面目后混进汝阳王府做卧底的范遥）等与各派高手比武，自己偷学武功招数。她要伤害也被囚禁的周芷若，张无忌现身相救。无忌与众人商议救人。赵敏却拉范遥去见无忌，与他作交心长谈，并要他去借屠龙刀。后来万安寺大火，无忌用乾坤大挪移救下许多被囚人士。
赵敏与周芷若、小昭、金花婆婆、蛛兒等人去灵蛇岛，见了谢逊，又遇到波斯总教派人追杀。张无忌更遭 「風雲三使」 暗算而受伤倒地，幸得赵敏以“玉碎昆冈”，“人鬼同途”，“天地同寿”三招解救，其中，天地同壽是在趙敏自己被挾持時，直接用倚天劍刺向自己藉以攻擊後方毫無防備的明月使。黛绮丝、小昭二人跟随波斯人离开后， 蛛儿、赵敏、周芷若同张、谢二人到达另一荒岛，次晨发现赵敏和倚天剑、屠龙刀一起失踪，余人都被迷药毒倒，蛛儿更被斬伤面部。回归中原后，遇陈友谅扰乱丐帮，赵敏出来出头被困，无忌相救。无忌斥赵敏毒计害人、更令蛛儿身死，赵敏无法辯駁。赵敏要去见谢逊，然而此时谢逊已被成昆掳走。又因巧合，无忌被武当四侠冤枉杀害莫声谷；赵敏让他别冲动，先去救韩林儿。后无忌为寻周芷若与谢逊下落，留书信与赵敏，不辞而别。
无忌与周芷若订下婚约。张周婚礼之上，赵敏突然现身，要无忌不得与周成婚，周用九阴白骨爪击伤赵敏。赵敏奔出后告知谢逊在少林寺。张赵二人遇汝阳王府的人拦截，赵敏称已一意追随无忌。二人混上少林，相救谢逊，一路上共经患难，感情加深 。后与无忌对付玄冥二老。周芷若绑缚赵敏，逼其实未死的蛛儿现身。张退出江湖，与赵归隐。

## 性格
趙敏機智多謀，杀伐果断，精明能幹，直率豪爽，期許自己能有出人頭地的大事業。追求愛情毫不猶豫，果敢堅決，並不像傳統漢族女子的忸怩型態，而是勇敢追求自己所愛的人。
吴霭仪说对有政治野心的赵敏没有好感，赵敏达到政治目的的手段“全非光明正大”，在个人层面亦“不敢恭维”，对下属完全无情，求高手教武功却不惜媚态相向。她认为赵张二人是“片时的欲念多于一切”，相处下去未必有什么前途。
但金庸在新修版，修改了趙敏對阿大受傷的態度。將“赵敏对他全不理睬”改成：“赵敏点头道：‘快裹臂伤！’”
覃贤茂将赵敏列为金庸小说裡“十大可爱女”第六，认为其性格前后矛盾，不能使人刻骨铭心。是爱情让她完成了种种惊人转变，她主动满足张无忌精神和肉体的渴欲，但她与张的爱情没有内在基础。
冯其庸则认为，张无忌本性软弱、处事犹豫不决，“如果遇上一个柔顺的女孩子，也未必能做出什么大事业来。赵敏与他相处，正好弥补了他的不足。 ”赵敏一方面有强烈占有欲（如在无忌手上咬一口）、一方面机智过人（如识破陈友谅的伪装），因而才能具有“无法抵抗的无限娇媚、无限深情”。孔庆东也有类似看法，认为张赵的爱情是可能的，张无忌的优柔寡断使“有本事的女性却偏偏爱这样的人，因为这样的人使她有安全感，她可以操纵他于掌內”。

## 版本差異
赵敏在第一版中叫做赵明，蒙古名敏敏特穆尔，封号「紹明郡主」。第二版中赵明改名赵敏，蒙古名敏敏特穆尔，封号「紹敏郡主」。無論赵明或赵敏都是她给自己取的汉名。

## 影视形象

### 劇集
- 汪明荃：香港無綫電視《倚天屠龍記》（1978年）
- 劉玉璞：台灣台視《倚天屠龍記》（1984年）
- 黎美嫻：香港無綫電視《倚天屠龍記》（1986年）
- 叶童：台灣台視《倚天屠龍記》（1994年）
- 黎姿：香港無綫電視《倚天屠龍記》（2001年）
- 賈靜雯：中國亞環影音《倚天屠龍記》（2003年）
- 安以軒：中國華誼兄弟、華夏視聽聯合出品《倚天屠龍記》（2009年）
- 陳鈺琪：中國華夏視聽、企鵝影視聯合出品《倚天屠龍記》（2019年）

### 電影
- 陈好逑：《倚天屠龙记》 （1963年，1965年）（第一及第二集），香港粵語長片，峨嵋電影公司
- 井莉：《倚天屠龍記》及《倚天屠龍記大結局》（1978年）、《魔劍屠龍》（1984年），邵氏公司
- 張敏：《倚天屠龍記之魔教教主》（1993年），香港永盛電影公司
- 文詠珊：《倚天屠龍記之九陽神功》、《倚天屠龍記之聖火雄風》（2022年），星王朝